# William Hogarth
William Hogarth [viljem hogárt] (10. listopadu 1697 Londýn – 26. října 1764 Londýn) byl anglický malíř a grafik, považovaný za předchůdce karikatury.

## Život a dílo
Narodil se v rodině zchudlého učitele latiny a korektora v Downingově tiskárně.  V roce 1712 vstoupil do učení jako rytec. Už v mládí musel živit rodinu, protože jeho otec byl ve vězení pro dlužníky ve Fleet Street. V roce 1720 si otevřel ryteckou dílnu s vlastní tiskárnou a brzy si získal popularitu svými rytinami a návrhy knih. Samostatně začal tvořit satirické kresby a rytiny, které karikovaly život lepší společnosti, svět londýnských divadel a plesů i veřejné dobové skandály. Pověst si získal ilustracemi básnické knihy Hudibras Samuela Butlera v roce 1726 a cestopisu Voyages en Europe, Asie et Afrique, který napsal Aubry de La Motraye v roce 1723. Jeho cílem bylo stát se nejen rytcem, ale také malířem. Zapsal se do malířské školy v Covent Garden a navštěvoval i dvorního malíře Jamese Thornhilla. Roku 1729 se zamiloval do jeho dcery, unesl ji a tajně se s ní oženil. Teprve když dosáhl úspěchu, mohl se se svým tchánem smířit.
Od konce 20. let maloval skupinové portréty zámožných rodin, žánrové scény z divadelních her, ale také neilustrativní, dramatická díla jako Debata a šarlatánství, Spící shromáždění nebo Žena označuje váženého občana za otce svého dítěte. Proslavil se především svými „Modern moral subjects“, sériemi sarkastických obrazů o životě například prostitutky, zhýralce nebo o nešťastném manželství. Vydával je také jako mědirytiny a měly nesmírný úspěch. Mezi jeho nejznámější cykly patří Život prostitutky (1731–1732), Život prostopášníka (1733), Manželství podle módy (1742–1744), Volby (1755–1758). Prodávaly se po celé Evropě a německý spisovatel Georg Christoph Lichtenberg napsal celou knihu kousavých komentářů k Hogarthovým rytinám. Protože byly tak úspěšné, objevila se řada padělků a Hogarth si roku 1735 vymohl zákon na ochranu autorských práv (tzv. Hogarthův zákon). Otevřel si vlastní malířskou akademii, která byla ve své době nejdůležitější uměleckou školou v Londýně. Na vrcholu slávy maloval také velkoformátové obrazy, například Kristus u jezera Bethesda (4,16x6,18 m) pro schodiště v nemocnici sv. Bartoloměje. Roku 1757 byl jmenován dvorním malířem, stal se však také terčem difamací a polemik, které jeho životní pesimismus a skepsi jen prohloubily. Unavený a nemocný zemřel ve svém domě v Londýně 25. října 1764.
Obrazy a zejména rytinami pranýřoval různé zlořády soudobé anglické společnosti, jako snobismus, korupci, pouliční hluk nebo týrání zvířat, kdežto jeho náboženské a historické obrazy neměly velký úspěch. Snažil se proto založit samostatnou britskou tradici satirického malířství, která se stala předchůdcem karikatury i komiksu. Byl jedním z prvních britských umělců, kteří mohli pracovat bez podpory mecenášů.
Své názory na umění shrnul v knize Analýza krásy (The Analysis of Beauty) z roku 1753.
Jeho blízkým přítelem byl spisovatel Henry Fielding.

## Galerie

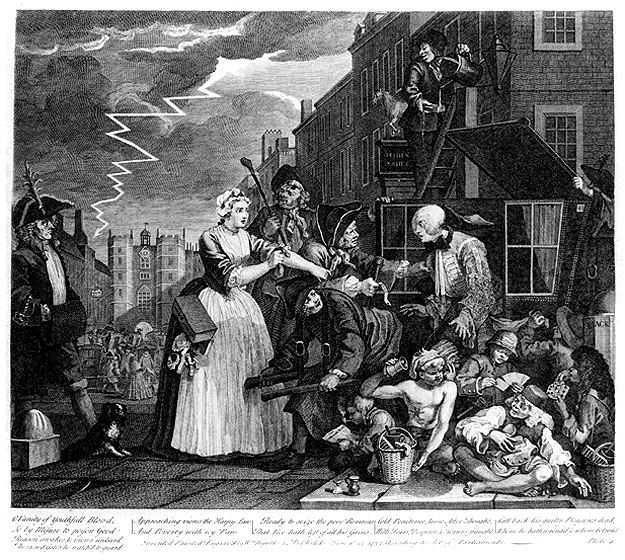
Exekuce pro dluhy
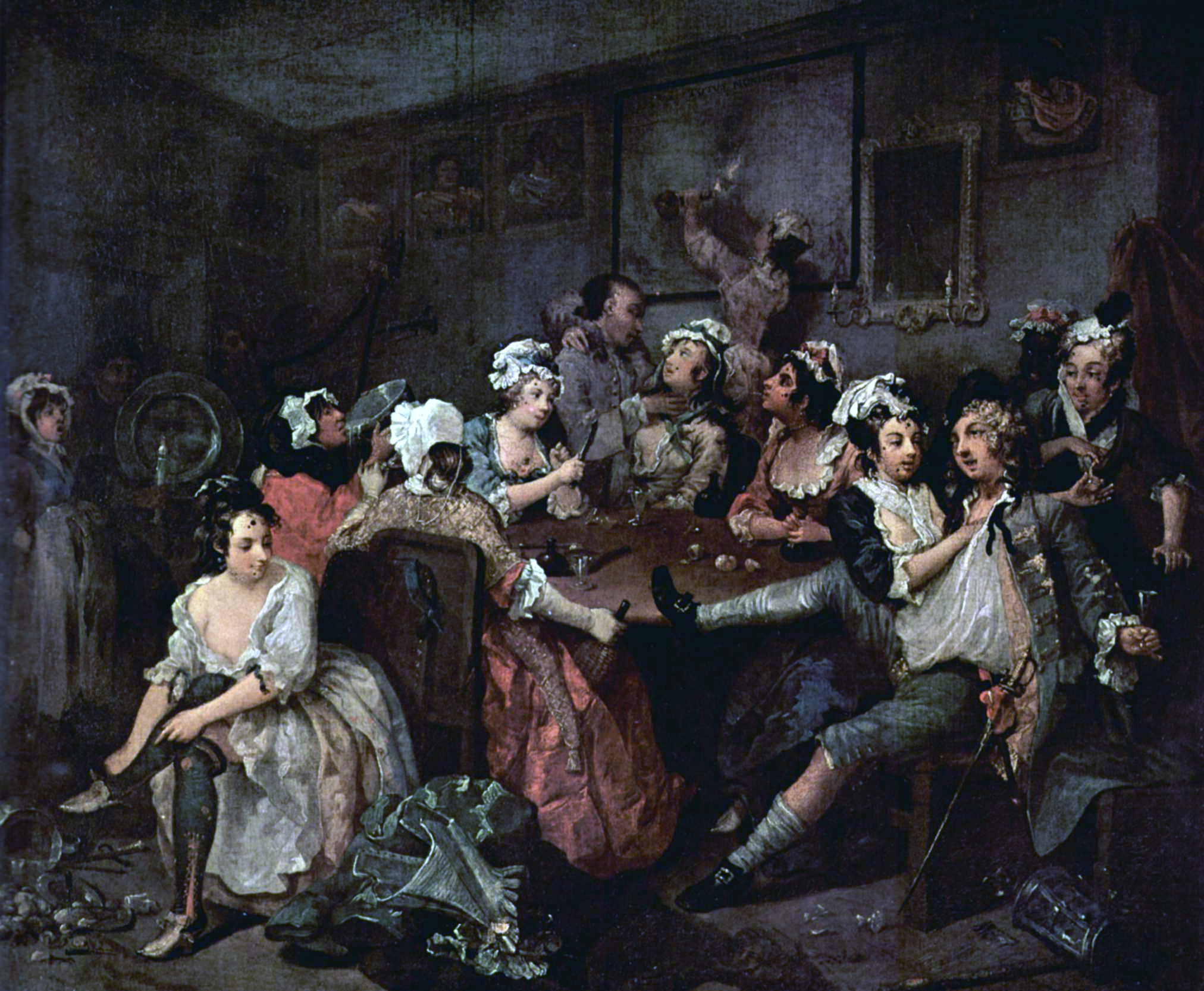
Zhýralec v hospodě (1735)
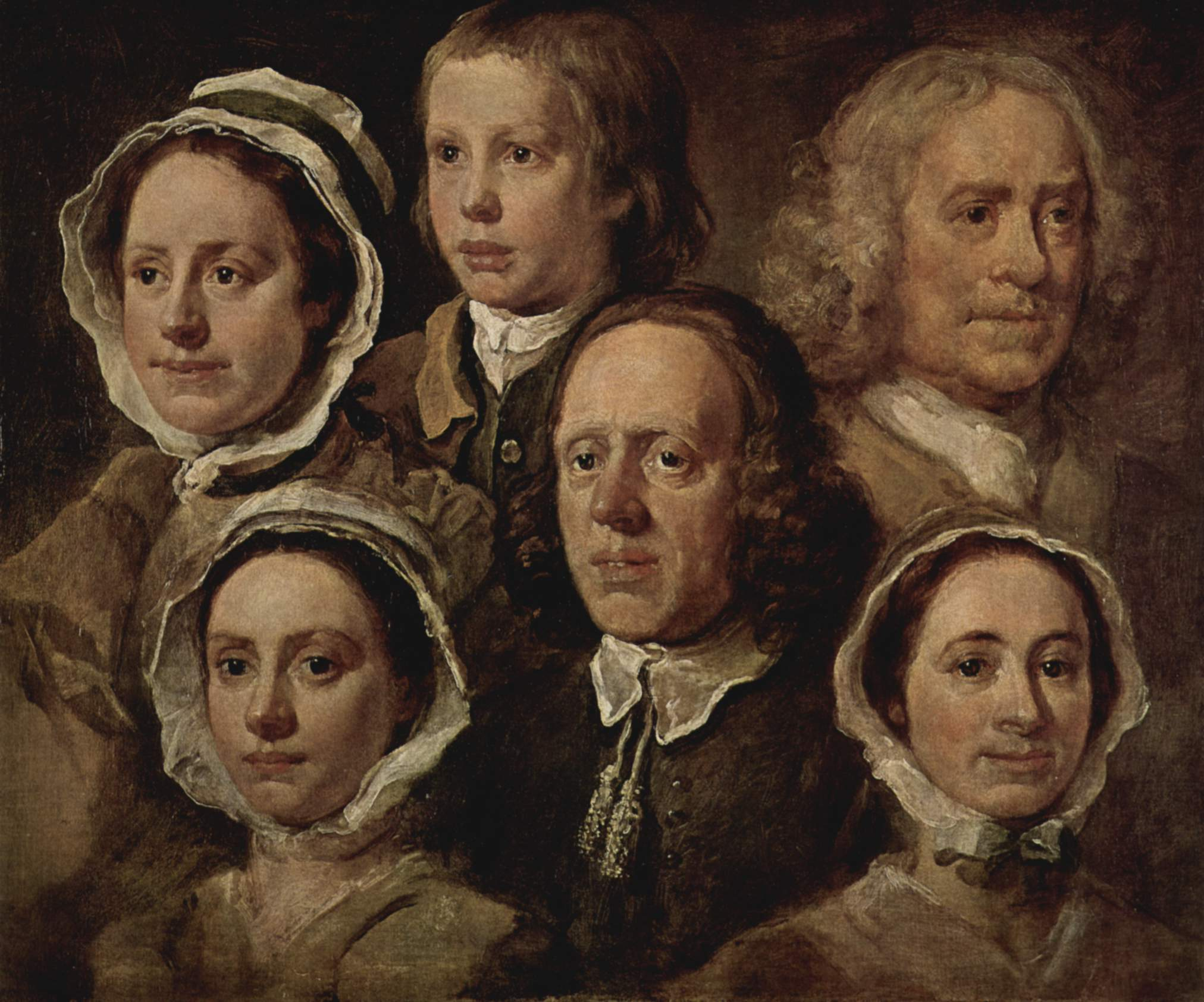
Hogartovi služebníci (1750)
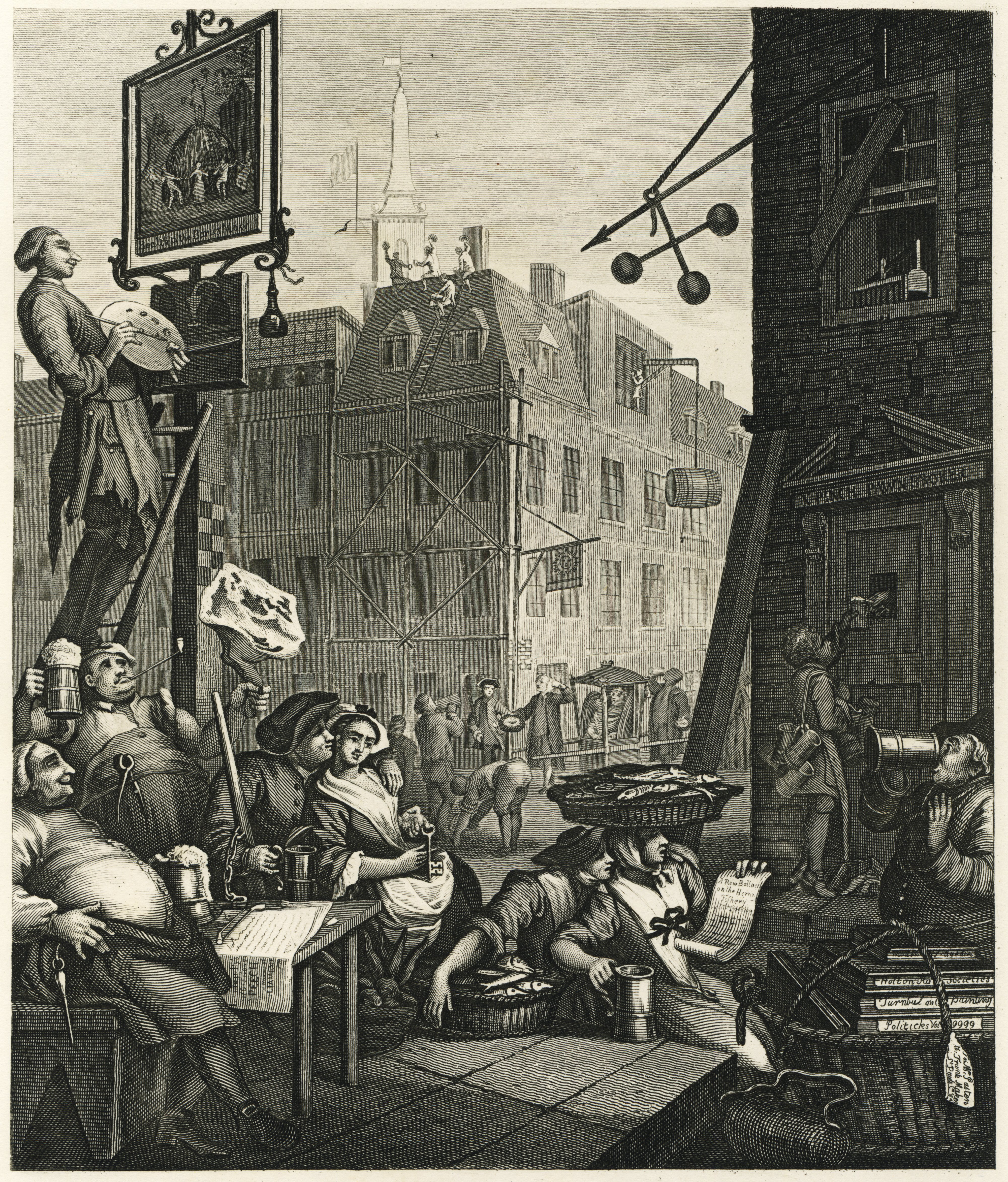
Pivní ulice (1751)
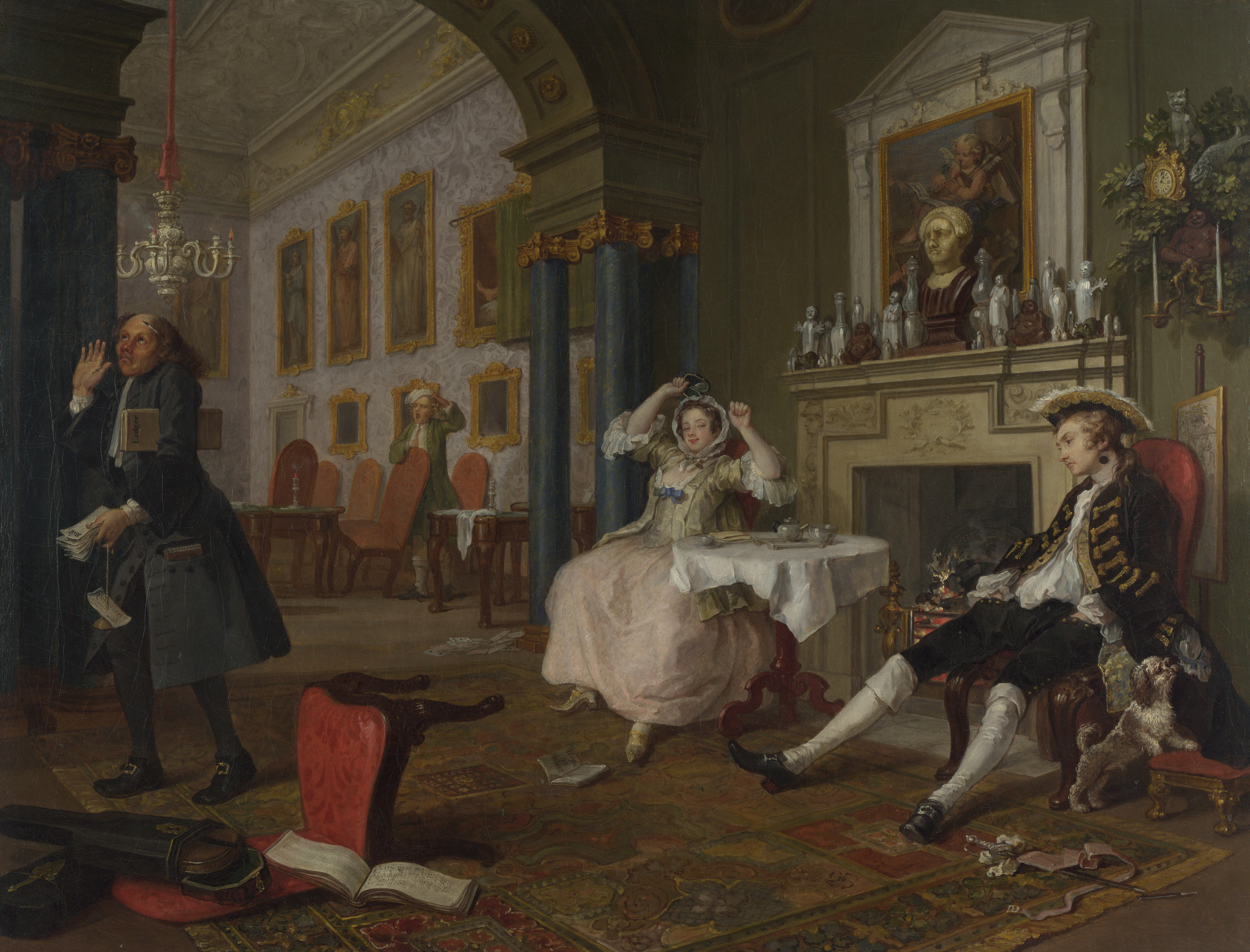
Manželství podle módy: Mezi čtyřma očima (asi 1743)
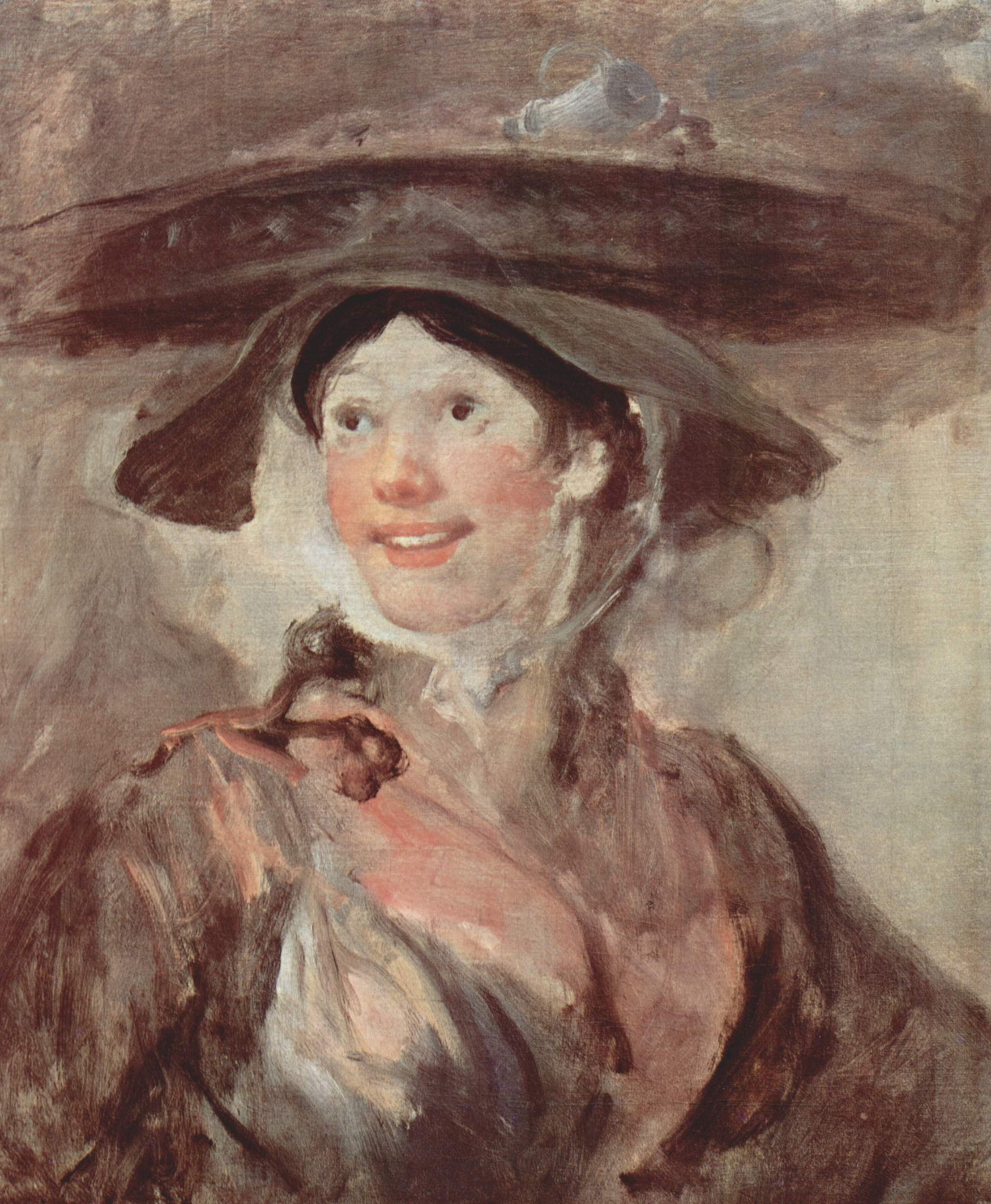
Prodavačka krevet (1740)